# Rivière Grand-Mère
Pour les articles homonymes, voir Grand-Mère.
La rivière Grand-Mère est un affluent de la rivière Saint-Maurice, coulant sur la rive nord du fleuve Saint-Laurent, entièrement dans la ville de Shawinigan (secteurs de Sainte-Flore et de Grand-Mère), dans la région administrative de la Mauricie, au Québec, au Canada.
Le cours de la rivière Grand-Mère descend en agricole ou urbaine, en passant du côté nord du village de Sainte-Flore et de l’ex-ville de Grand-Mère.

## Géographie
La rivière Grand-Mère prend sa source dans une petite vallée entre deux montagnes, du côté sud-est du Lac des Piles, dans le secteur Grand-Mère de la ville de Shawinigan. Cette source se situe à :
- 0,6 km au sud-est du lac des Piles ;
- 6,8 km à l'est du pont de Grand-Mère ;
- 6,0 km au nord-est du centre du village de Saint-Gérard-des-Laurentides.

À partir de sa source, la rivière Grand-Mère coule sur 8,5 km, selon les segments suivants :
- 4,6 km vers le sud-est dans le secteur de Grand-Mère, en longeant le chemin des Pionniers et en coupant la rue du Lac-Bournival, jusqu’au pont du chemin Sainte-Flore ;
- 1,4 km vers l’est, en coupant la 15e rue, jusqu’à l’autoroute 55 ;
- 2,5 km vers l’est, en coupant la 8e rue, jusqu’à sa confluence[1].

La rivière Grand-Mère se déverse sur la rive ouest de la rivière Saint-Maurice dans le secteur de Grand-Mère de la ville de Shawinigan, dans une petite baie du côté nord du pont de Grand-Mère. La confluence de la rivière Grand-Mère est située face à la baie où se déverse la rivière Noire, soit à :
- 0,8 km en amont du barrage de Grand-Mère ;
- 1,5 km en aval du pont de la route 155, enjambant la rivière Saint-Maurice.

## Toponymie
Le toponyme rivière Grand-Mère a été officialisé le 5 décembre 1968 à la Commission de toponymie du Québec.